# Julia Cloot
Julia Cloot (* 1968) ist eine deutsche Kulturmanagerin, Kuratorin, Autorin und Dozentin.

## Biographie
Julia Cloot studierte Musikwissenschaft und Germanistik in Berlin und promovierte 1999. Ihre erste berufliche Station führte sie 1999 als Chefdramaturgin ans Theater Görlitz. Anschließend war sie von 2001 bis 2005 als Referentin für Musik und Literatur bei der Niedersächsischen Sparkassenstiftung und der VGH-Stiftung in Hannover tätig. Von 2005 bis 2013 stand sie dem Institut für zeitgenössische Musik an der Hochschule für Musik und Darstellende Kunst Frankfurt am Main als Programmleiterin und Geschäftsführerin vor. Im Studiengang Theater- und Orchestermanagement der Hochschule für Musik und Darstellende Kunst Frankfurt am Main unterrichtete sie von 2005 bis 2015 Neue Musik, Neues Musiktheater und Neue Konzertformate. 2006 entwickelte sie für den Südwestrundfunk ein Vermittlungsprogramm für Studierende: Next Generation. Off-Programm der Donaueschinger Musiktage, das sie bis September 2013 leitete. Seit Oktober 2013 ist sie Künstlerische Leiterin beim Kulturfonds Frankfurt RheinMain.

## Ehrenämter und Jurys
- 2007 bis 2011 Vorstandsmitglied der Frankfurter Gesellschaft für Neue Musik
- 2011 bis 2021 Präsidentin der Internationalen Gesellschaft für Neue Musik/Deutsche Sektion[1]
- 2013 bis 2016 Jurymitglied im Projekt Konzert des Deutschen Musikrates
- Seit 2015 Mitglied im Bundesfachausschuss Kulturelle Vielfalt des Deutschen Musikrates, seit 2022 Vorsitzende[2]
- 2016 bis 2024 Mitglied im Vorstand des Musikfonds der Bundesregierung[3], seit 2024 Vorsitzende des Kuratoriums[4]
- Seit 2018 Mitglied im Beirat Podium Gegenwart des Deutschen Musikrates[5]
- Seit 2019 Mitglied in der Jury des Karl-Sczuka-Preises für Hörspiel als Radiokunst (SWR)[6]

## Werke
- Geheime Texte. Jean Paul und die Musik. de Gruyter: Berlin 2001, ISBN 3-11-016895-2 (zugleich Dissertation Berlin, 1999)
- Rückspiegel. Zeitgenössisches Komponieren im Dialog mit älterer Musik. Hrsg. gemeinsam mit Christian Thorau und Marion Saxer. Schott Music: Mainz 2010, ISBN 978-3-7957-0118-5
- Expressionismus in den Künsten. Hrsg. im Auftrag des Kulturfonds Frankfurt RheinMain gemeinsam mit Marion Saxer. Olms: Heidelberg 2012, ISBN 978-3-487-14869-4
- Mehr als 100 Publikationen über (Kunst-)Ästhetik und -Poetik um 1800, Oper und Neues Musiktheater, Libretto, Lied, Musik und andere Künste, Kunst und Performance im öffentlichen Raum, Neue Musik, ihre Vermittlung und ihre Institutionsgeschichte.